# Košice (district de Kutná Hora)
Pour les articles homonymes, voir Košice (homonymes).
Košice (en allemand : Koschitz) est une commune du district de Kutná Hora, dans la région de Bohême-Centrale, en République tchèque. Sa population s'élevait à 54 habitants en 2020.

## Géographie
Košice se trouve à 11 km au sud-ouest de Kutná Hora et à 55 km à l'est-sud-est de Prague.
La commune est limitée par Vidice au nord, par Malešov à l'est, par Nepoměřice au sud, et par Onomyšl à l'ouest.

## Histoire
La première mention écrite de la localité date de 1287.